# Choi Min-kyung
Choi Min-kyung (in hangŭl: 최민경; 25 agosto 1982) è un'ex pattinatrice di short track sudcoreana, campionessa olimpica della staffetta ai Giochi di Salt Lake City 2002.

## Biografia
Possiede sia il passaporto sudcoreano che quello francese, sicché gareggiò con la nazionale transalpina dopo il 2005.

## Palmarès (Corea del Sud)

### Olimpiadi
- 1 medaglia:
  - 1 oro (staffetta 3000 m a Salt Lake City 2002).

### Mondiali
- 3 medaglie:
  - 1 oro (nella staffetta 3000m a Montréal 2002)
  - 2 argenti (nei 3000m staffetta a Sheffiled 2000 e nella staffetta 3000m a Jeonju 2001).

## Palmarès (Francia)

### Mondiali
- 1 medaglia:
  - 1 bronzo (nei 300m staffetta a Pechino 2005).

### Europei
- 2 medaglie:
  - 2 argenti (nei 3000m staffetta a Torino 2005 e nella staffetta 3000m a Krynica-Zdrój).